# Monticiano
Monticiano es un comune y localidad italiana de la provincia de Siena, en la región de la Toscana. Tiene una población de 5241 habitantes.

## Demografía
| Gráfica de evolución demográfica de Monticiano entre 1861 y 2011 |
|                                                                  |
| Fuente ISTAT - Elaboración gráfica por parte de Wikipedia        |